# Obe (distrikt)
Obe är ett distrikt i Afghanistan. Det ligger i provinsen Herat, i den nordvästra delen av landet, 500 km väster om huvudstaden Kabul. Administrativ huvudort är Obe.
Distriktet beräknades år 2022 ha cirka 89 000 invånare.